# Schwarzenbach (Austria)
Schwarzenbach è un comune austriaco di 956 abitanti nel distretto di Wiener Neustadt-Land, in Bassa Austria; ha lo status di comune mercato (Marktgemeinde).